# Hylarana leptoglossa
Hylarana leptoglossa är en groddjursart som först beskrevs av Cope 1868.  Hylarana leptoglossa ingår i släktet Hylarana och familjen egentliga grodor. IUCN kategoriserar arten globalt som livskraftig. Inga underarter finns listade i Catalogue of Life.